# Дражево
 Тази статия е за селото в България.  За селото в Република Македония вижте Дражево (Община Ново село).  
Дражево е село в Югоизточна България. То се намира в община Тунджа, област Ямбол.

## История[2]
Землището на село Дражево е било поселено от дълбока древност.Прочетете още...
Не се знае от кога селото започва да се нарича Атлий.
През 1890 година селото е преименувано в село Борисово – на името на Княз Борис I покръстител.
От 1950 година то носи името Дражево – на името на Георги Дражев, председател на ямболския революционен комитет по време на Априлското въстание.
Повече за историята на с. Дражево, можете да научите на страницата за селото.

## Обществени институции
В село Дражево функционират:
Кметство,
Читалище „Прогрес - 1936“,
Основно училище „Свети Свети Кирил и Методий“,
Официален сайт на ОУ „Свети Свети Кирил и Методий“,
Целодневна детска градина „Пролет“.

В селото никога не е имало православна църква, но през 2006 г. е регистрирано църковно настоятелство. Проект за църква е създаден от арх. Олег Николов. Първата копка е направена от Сливенския митрополит Йоаникий на 30 юни 2007 г. Вече са построени стените ѝ и се събират средства за нейното довършване.
Църква „Свети Пророк Илия“

## Неправителствени организации
Село Дражево е седалището на сдружение с нестопанска цел в обществена полза „Движение с екологична насоченост“ /„ДЕН“/ , което работи в областта на опазване на екологията, прозрачността на институциите, защита правото на достъп до информация за гражданите и превенция на корупцията.

## Други
Жителите на село Дражево поддържат приятелски връзки с българите от село Червенознаменка /Катаржино/, Червонознаменка Одеска област – Украйна. Част от населението на украинското село са потомци на изселници българи от 1804 година. Участниците от фолклорния състав при ОУ „Св. св. Кирил и Методий“ – с. Дражево участваха в Първия събор на българите в Украйна, провел се през месец август 2001 година в гр. Полтава. Там децата участваха в концертната програма и в откриването на паметник на гроба на хан Кубрат. Поставено бе начало на строителство на храм „Св. св. Кирил и Методий“. Децата на Дражево посетиха Одеския български културен център и разгледаха забележителнстите на Одеса. Няколко дни гостуваха на българите от с. Катаржино, по покана на местното българско дружество и най-вече на г-жа Клавдия Бончева-Зайко. През 2002 година катаржинци посетиха с. Дражево. Дражевци показаха на своите гости забележителностите на Ямболския край- Бакаджика, Ямбол и град Котел.

## Кухня
Кулинарен туризъм в Дражево 